# Radmožanci
Radmožanci este o localitate din comuna Lendava, Slovenia, cu o populație de 254 de locuitori.